# Dr. Müller
 Dr. Müller  er en tilbagevendende skurk i Tintin-serien, en udpræget kolerisk og ondskabsfuld tysker, som formodentlig er nazist. Han dukker første gang op i Den sorte ø, hvor han bedriver falskmøntneri og formodentlig – i kraft af at hæftet er fra 1930'erne – er ude på at tage magten på De Britiske Øer. Senere dukker han op i Landet med det sorte guld, hvor han bruger dæknavnet professor Smith og saboterer olieproduktionen, og i korte passager i Koks i lasten under dæknavnet Mull Pacha som en del af Rastapopoulus' organisation.
I den danske udgave af animationsserien Tintins Eventyr lægger Kjeld Nørgaard stemme til Dr. Müller.